# 1300 каплара
Хиљаду триста каплара је назив за још недошколоване официре који су послати као појачање Првој армији у Колубарској бици.

## Историја
Почетком рата велики број младића, како из Србије тако и из Аустроугарске, напустио је школовање и ставио се на располагање врховној команди. Они су упућени у војну школу у Скопљу. Иако њихова обука није била готова развој догађаја приморао је врховну команду да их пошаље у борбу. Српска војска је била у повлачењу, деморалисана, са мањком муниције, Београд је био у непријатељским рукама, тако да се свет већ помирио са потпуним сломом Србије. За одсудну борбу биле су неопходне све расположиве снаге, због чега су младићима у Скопљу пре времена подељени чинови каплара (отуда и назив) и они су одмах наредног јутра упућени ка Колубари и Сувобору. Српска војска је тада извојевала једну од најсјајнијих победа у Првом светском рату, предвођена Живојином Мишићем.
Током 1916. и 1917. већа група од око 500 припадника је провела у Жозијеу (фр. Jausiers) у Француској на обуци и школовању одакле се потом вратила на фронт.

### Јевреји у батаљону
Међу 1300 каплара је било и 34 Јевреја:
1. Јаков Мацлијах
2. Јосиф Голднер
3. Мика Хаим Самуиловић
4. Натан Барух
5. Нисим А. Арон
6. Петар Бадер
7. Фридрих Рот
8. Александар Гајгер
9. Арон Б. Арон
10. Вукашин Захар
11. Давид Тајтацак
12. Драгутин Шмит
13. Живко Машлијах
14. Јаков Леоновић
15. Јеврем Гаон
16. Јеша Алкалај
17. Јосиф Херман
18. Лазар Пијаде
19. Леон Хаим
20. Леон Леоновић
21. Марсел Давидовић
22. Манфред Озеровић
23. Михајло Шток
24. Мориц А. Демајо
25. Мориц Х. Демајо
26. Моша Мошић
27. Моша Нахман
28. Павле Вајс
29. Самуило Леви
30. Соломон Меворах
31. Станислав Винавер
32. Стеван Коен
33. Тодор Хоровић
34. Леон Лебл

Од њих, животе су дали Јаков Мацлијах и Леон Лебл, погинуо у Степојевачким шанчевима на Космају 29. новембра 1914. године.
Ако се зна, према пописима, да је 1914. године у Србији од око 4 милиона становника, било нешто преко 5.000 Јевреја, што је око 0,15 посто укупног броја становника Србије, а да је у батаљону „1.300 каплара” било 2,5 посто Јевреја, то указује да је Јевреја у српској војсци у отаџбинском рату било петнаест (15) пута више од њиховог укупног броја у уделу становништва у Србији.

## Наслеђе
Хиљаду триста каплара представља симбол жртвовања за слободу сопствене земље и народа јер су их чинили, махом, голобради младићи који су свесно кренули у борбу.
Једна од централних београдских улица као и у Новом Саду носи назив Улица 1300 каплара, у доста шумадијских градова постоје улице са тим називом, а и у Бањој Луци једна од улица носи ово име.
Постојало је Удружење 1300 каплара које је 1980. године спало на 9 последњих преживелих чланова, па је морало бити угашено. Последњи председник је био Тадија Пејовић (1892−1982).